# Prix Gaudí
Les prix Gaudí (catalan : Premis Gaudí) ou encore Prix de l’Académie du cinéma catalan (Premis de l’Acadèmia del Cinema Català) sont des récompenses cinématographiques qui sont attribuées chaque année en guise de reconnaissance aux meilleures productions de cinéma catalan de l’année, décernés par l'Académie du cinéma catalan. La cérémonie se déroule à Barcelone. 

## Histoire
Les prix Gaudí remplacent les prix Barcelone du cinéma (Premis Barcelona de Cinema), qui prirent le nom de l’architecte catalan Antoni Gaudí en 2002 en hommage à sa personne. Le trophée est conçu par l'artiste Montserrat Ribé i Parellada, inspiré par les cheminées de la Casa Milà (aussi appelé « La Pedrera »), chef-d’œuvre architectural d'Antoni Gaudí situé sur le Passeig de Gràcia à Barcelone. Les présentateurs ont été, entre autres : Andreu Buenafuente, Angel Llacer et Bruno Oro. 
Depuis 2021, la présidente de l'Académie du cinéma catalan, instance qui remet les prix, est la cinéaste Judith Colell.

## Catégories de récompenses
- Meilleur film en langue catalane
- Meilleur film en langue non catalane
- Meilleur film européen
- Meilleur réalisateur
- Meilleur acteur
- Meilleure actrice

- Meilleur acteur dans un second rôle
- Meilleure actrice dans un second rôle
- Meilleur scénario
- Meilleure photographie
- Meilleur montage
- Meilleure direction artistique
- Meilleurs effets visuels
- Meilleurs maquillages
- Meilleur mixage de son
- Meilleure musique originale
- Meilleur film documentaire
- Meilleur film d'animation
- Meilleur téléfilm
- Meilleur court-métrage